# Aeroport de Maquela
L'aeroport de Maquela (codi IATA: ---, codi OACI: FNMQ) és un aeroport que serveix Maquela do Zombo a la província de Uíge a Angola.